# Erigone sagibia
Erigone sagibia är en spindelart som beskrevs av Embrik Strand 1918. Erigone sagibia ingår i släktet Erigone och familjen täckvävarspindlar. Inga underarter finns listade i Catalogue of Life.